# Oberschneitbach
Oberschneitbach ist eine Gemarkung, ein Kirchdorf und Stadtteil von Aichach im Landkreis Aichach-Friedberg, der zum Regierungsbezirk Schwaben in Bayern gehört.

## Geographie
Oberschneitbach liegt im Donau-Isar-Hügelland und damit im Unterbayerischen Hügelland, das zum Alpenvorland, einer der Naturräumlichen Haupteinheiten Deutschlands, gehört.
Oberschneitbach liegt circa vier Kilometer westlich der Altstadt von Aichach.
Durch Oberschneitbach fließt der Schneitbach (Kronbach), der von Hiesling und dem Hieslinger Weiher im Westen kommend durch das Dorf fließt und in Unterschneitbach weiter östlich als linker Zufluss in die Paar mündet.

## Geschichte

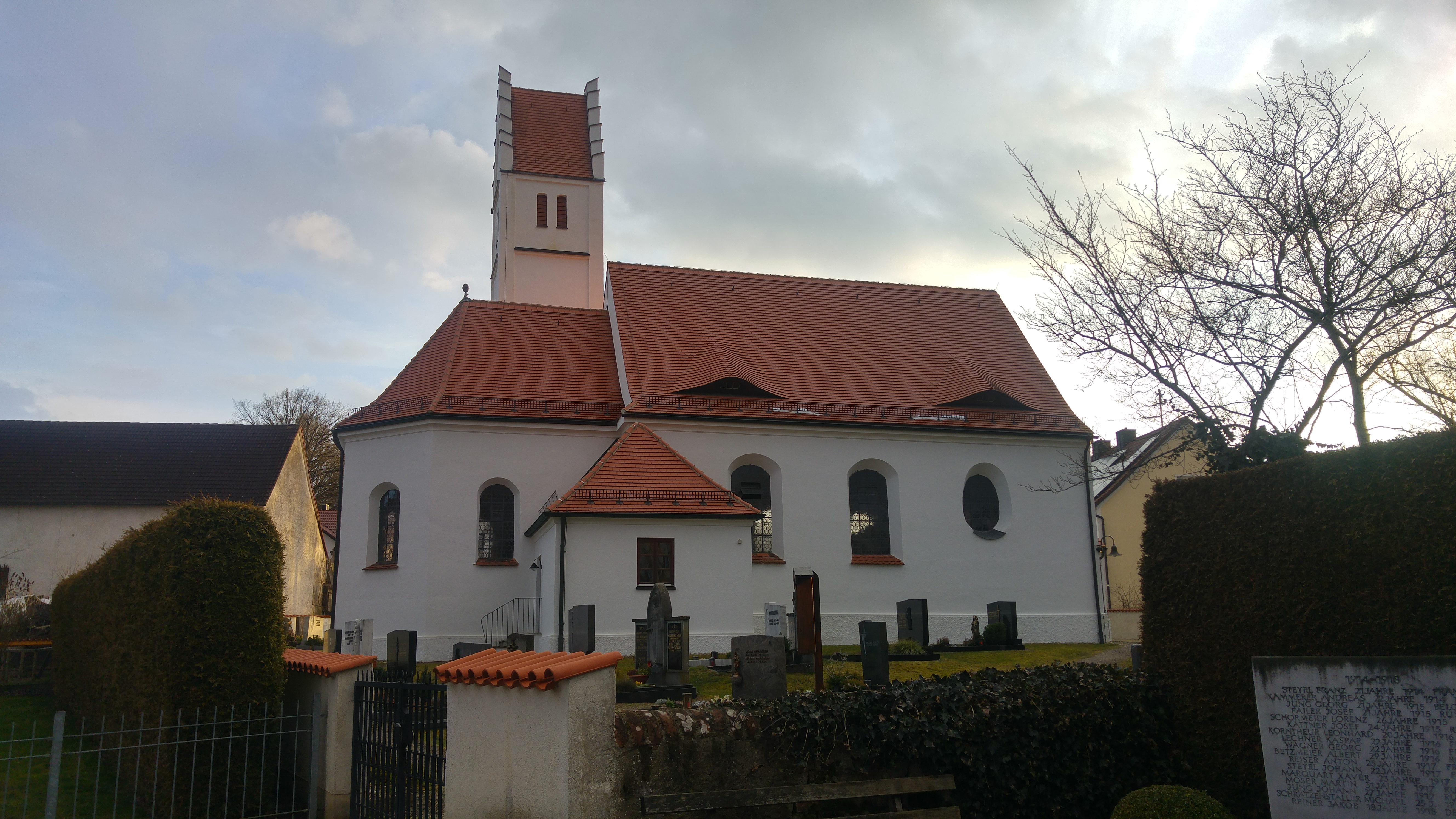
Kirche St. Agatha in Oberschneitbach

Die katholische Filialkirche St. Agatha in Oberschneitbach gehört zur Pfarrei Mariä Himmelfahrt in Aichach.
Am 1. Januar 1972 wurde die bis dahin im Landkreis Aichach selbstständige Gemeinde Oberschneitbach im Zuge der Gebietsreform in Bayern in die Stadt Aichach eingemeindet. Am 1. Juli 1972 kam Aichach mit seinen Stadtteilen in den neu gegründeten Landkreis Aichach-Friedberg (bis zum 30. April 1973 mit der Bezeichnung Landkreis Augsburg-Ost).

## Bodendenkmäler
Siehe: Liste der Bodendenkmäler in Aichach